# Moerdijk

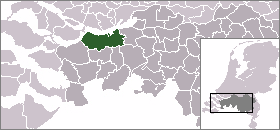
Position i Noord-Brabant

Moerdijk är en kommun i provinsen Noord-Brabant i Nederländerna. Kommunens totala area är 183,99 km² (där 24,89 km² är vatten) och invånarantalet är 36 531 invånare (1 februari 2012).